# Equipo Internacional Mixto en los Juegos Olímpicos de la Juventud 2018
Los equipos compuestos por atletas que representan a los diferentes Comités Olímpicos Nacionales, llamados Equipos Mixtos, compitieron en los Juegos Olímpicos de la Juventud 2018. Se realizaron un total de 18 eventos con equipos internacionales mixtos.

## Medallero
| Medalla       | Oro | Plata | Bronce | Total |
| ------------- | --- | ----- | ------ | ----- |
| Total oficial | 13  | 13    | 13     | 39    |

## Bádminton
| Evento         | Oro | Plata | Bronce |
| -------------- | --- | --- | --- |
| Equipos mixtos | Alpha Lakshya Sen (IND) Giovanni Toti (ITA) Vannthoun Vath (CAM) Brian Yang (CAN) Hasini Nusaka Ambalangodage (SRI) Maria Delcheva (BUL) Jennie Gai (USA) Ashwathi Pillai (SWE) | Omega Markus Barth (NOR) Oscar Guo (NZL) Chang Ho Kim (FIJ) Kunlavut Vitidsarn (THA) Huang Yin-hsuan (TPE) Léonice Huet (FRA) Anastasiya Prozorova (UKR) Vũ Thị Anh Thư (VIE) | Theta Julien Carraggi (BEL) Mohamed Mostafa Kamel (EGY) Kodai Naraoka (JPN) Lukas Resch (GER) Zecily Fung (AUS) Jaqueline Lima (BRA) Hirari Mizui (JPN) Tereza Švábíková (CZE) |

## Baile deportivo
| Evento       | Oro                | Plata                  | Bronce                     |
| ------------ | ------------------ | ---------------------- | -------------------------- |
| Equipo mixto | Ram (JPN) B4 (VIE) | Lexy (ITA) Broly (ARG) | Ella (AUT) Bumblebee (RUS) |

## Ciclismo
En esta disciplina compitió un equipo mixto de BMX, pero las medallas fueron ganadas por los comités olímpicos de manera individual.

## Ecuestre
| Evento           | Oro | Plata | Bronce |
| ---------------- | --- | --- | --- |
| Equipo de saltos | Norteamérica Nicole Meyer Robredo (MEX) Mateo Philippe Coles (HAI) Marissa del Pilar Thompson (PAN) Pedro Espinosa (HON) Mattie Hatcher (USA) | Europa Jack Whitaker (GBR) Giacomo Casadei (ITA) Vince Jarmy (HUN) Rowen van de Mheen (NED) Simon Jan G Morssinkhof (BEL) | África Ahmed Nasser Elnaggar (EGY) Brianagh Lindsay Clark (ZIM) Anna Bunty Howard (ZAM) Hannah Ivy Carton (RSA) Margaux Koenig (MRI) |

## Esgrima
| Evento       | Oro | Plata | Bronce |
| ------------ | --- | --- | --- |
| Equipo mixto | EUROPA 1 Kateryna Chorniy (UKR) Martina Favaretto (ITA) Liza Pusztai (HUN) Davide di Veroli (ITA) Armand Spichiger (FRA) Krisztian Rabb (HUN) | ASIA-OCEANÍA 1 Hsieh Kaylin Sin Yan (HKG) Yuka Ueno (JPN) Lee Ju-eun (KOR) Khasan Baudunov (KGZ) Chen Yi-tung (HKG) Jun Hyun (KOR) | AMÉRICA 1 Emily Vermeule (USA) May Tieu (USA) Natalia Botello (MEX) Isaac Herbst (USA) Kenji Bravo (USA) Robert Vidovszky (USA) |

## Gimnasia
| Evento                          | Oro | Plata | Bronce |
| ------------------------------- | --- | --- | --- |
| Equipo mixto multidisciplinario | Equipo Simone Biles Mariela Kostadinova (BUL) Panayot Dimitrov (BUL) Ruan Lange (RSA) Krisztián Balázs (HUN) Nazar Chepurnyi (UKR) Tamara Anika Ong (SGP) Phạm Như Phương (VIE) Alba Petisco (ESP) Talisa Torretti (ITA) Daria Trubnikova (RUS) Yelizaveta Luzan (AZE) Liam Christie (AUS) Fan Xinyi (CHN) | Equipo Max Whitlock Madalena Cavilhas (POR) Manuel Candeias (POR) Fernando Martín Espíndola (ARG) Takeru Kitazono (JPN) Pablo Calvache (ECU) Camila Montoya (CRC) Ksenia Klimenko (RUS) Zeína Ibrahim (EGY) Rayna Khai Ling Hoh (MAS) Roza Abitova (KAZ) Adelina Beljajeva (EST) Robert Vilarasau (ESP) Jessica Clarke (GBR) | Equipo Oksana Chusovitina Viktoryia Akhotnikava (BLR) Ilya Famenkou (BLR) Brandon Briones (USA) Adam Tobin (GBR) Mohamed Afify (EGY) Indira Ulmasova (UZB) Karla Perez (GUA) Tonya Paulsson (SWE) Lidiia Iakovleva (AUS) Aino Yamada (JPN) Lilly Rotaermel (GER) Santiago Escallier (ARG) Antonia Sakellaridou (GRE) |

## Golf
En esta disciplina compitió un equipo mixto, pero las medallas fueron ganadas por los comités olímpicos de manera individual.

## Judo
| Evento       | Oro | Plata | Bronce |
| ------------ | --- | --- | --- |
| Equipo mixto | Beijing Artsiom Kolasau (BLR) Liu Li-ling (TPE) Jaykhunbek Nazarov (UZB) Carlos Páez (VEN) Itzel Pecha (MEX) Ana Viktorija Puljiz (SLO) Veronica Toniolo (ITA) | Atenas Mireille Andriamifehy (MAD) Martin Bezdek (CZE) Juan Montealegre (COL) Javier Peña Insausti (ESP) Christi Rose Pretorius (ZIM) Tababi Devi Thangjam (IND) Marin Visser (NED) Anwar Zrhari (MAR) | Río de Janeiro Milana Charygulyyeva (TKM) Yassamine Djellab (ALG) Metka Lobnik (SLO) Erza Muminoviq (KOS) Abrek Naguchev (RUS) Fleury Nihozeko (BDI) Jamshed Sulaimoni (TJK) Sultan Zhenishbekov (KGZ) |
| Equipo mixto | Beijing Artsiom Kolasau (BLR) Liu Li-ling (TPE) Jaykhunbek Nazarov (UZB) Carlos Páez (VEN) Itzel Pecha (MEX) Ana Viktorija Puljiz (SLO) Veronica Toniolo (ITA) | Atenas Mireille Andriamifehy (MAD) Martin Bezdek (CZE) Juan Montealegre (COL) Javier Peña Insausti (ESP) Christi Rose Pretorius (ZIM) Tababi Devi Thangjam (IND) Marin Visser (NED) Anwar Zrhari (MAR) | Londres Noemi Huayhuameza Orneta (PER) Rachel Krapman (CAN) Daniel Leutgeb (AUT) Edith Ortiz (ECU) Ahmed Rebahi (ALG) Bekarys Saduakas (KAZ) João Santos (BRA) Yangchen Wangmo (BHU)                   |

## Pentatlón moderno
| Evento         | Oro                                | Plata                                         | Bronce                                     |
| -------------- | ---------------------------------- | --------------------------------------------- | ------------------------------------------ |
| Relevos mixtos | Gu Yewen (CHN) Ahmed Elgendy (EGY) | Salma Abdelmaksoud (EGY) Franco Serrano (ARG) | Laura Heredia (ESP) Kamil Kasperczak (POL) |

## Saltos
| Evento       | Oro                                  | Plata                                | Bronce                                    |
| ------------ | ------------------------------------ | ------------------------------------ | ----------------------------------------- |
| Equipo mixto | Lin Shan (CHN) Daniel Restrepo (COL) | Elena Wassen (GER) Lian Junjie (CHN) | Sofiya Lyskun (UKR) Ruslan Ternovoi (RUS) |

## Tenis de mesa
En esta disciplina compitió un equipo mixto, pero las medallas fueron ganadas por los comités olímpicos de manera individual.

## Tenis
| Evento           | Oro                                                                | Plata                                                           | Bronce                                                           |
| ---------------- | ------------------------------------------------------------------ | --------------------------------------------------------------- | ---------------------------------------------------------------- |
| Dobles masculino | Ganado por un equipo que representa al CON individual de Argentina | Adrian Andreev (BUL) Rinky Hijikata (AUS)                       | Ganado por un equipo que representa al CON individual de Francia |
| Dobles femenino  | Kaja Juvan (SLO) Iga Świątek (POL)                                 | Ganado por un equipo que representa al CON individual de Japón  | Ganado por un equipo que representa al CON individual de China   |
| Dobles mixto     | Las medallas en este evento fueron ganadas por CON individuales    | Las medallas en este evento fueron ganadas por CON individuales | Las medallas en este evento fueron ganadas por CON individuales  |

## Tiro con arco
| Evento       | Oro                                                 | Plata                                                   | Bronce                                  |
| ------------ | --------------------------------------------------- | ------------------------------------------------------- | --------------------------------------- |
| Equipo mixto | Kyla Touraine-Helias (FRA) José Manuel Solera (ESP) | Agustina Sofía Giannasio (ARG) Aitthiwat Soithong (THA) | Quinn Reddig (NAM) Trenton Cowles (USA) |

## Tiro deportivo
| Evento                       | Oro                                      | Plata                                                   | Bronce                                            |
| ---------------------------- | ---------------------------------------- | ------------------------------------------------------- | ------------------------------------------------- |
| Equipo mixto de 10 m rifle   | Enkhmaa Erdenechuluun Zalan Pekler (MIX) | Anastasiia Dereviagina Edson Ismael Ramírez Ramos (MIX) | Viivi Natalia Kemppi Facundo Firmapaz (MIX)       |
| Equipo mixto de 10 m pistola | Vanessa Seeger Kiril Kirov (MIX)         | Manu Bhaker Bezhan Fayzullaev (MIX)                     | Andrea Victoria Ibarra Miranda Dmytro Honta (MIX) |

## Triatlón
| Evento        | Oro                                                                                             | Plata                                                                                               | Bronce                                                                                      |
| ------------- | ----------------------------------------------------------------------------------------------- | --------------------------------------------------------------------------------------------------- | ------------------------------------------------------------------------------------------- |
| Relevos mixto | Europa 1 Sif Bendix Madsen (DEN) Alessio Crociani (ITA) Anja Weber (SUI) Alexandre Montez (POR) | Oceanía 1 Charlotte Derbyshire (AUS) Dylan McCullough (NZL) Brea Roderick (NZL) Joshua Ferris (AUS) | Europa 3 Marie Horn (GER) Henry Graf (GER) Emilie Noyer (FRA) Igor Bellido Mikhailova (ESP) |